# 周学东 (银行家)
周学东（1967年—），宁夏平罗人，汉族，中华人民共和国政治人物、第十二届全国人民代表大会江苏地区代表。
毕业于中国地质大学地球化学与勘探专业，加入中国共产党，任中国人民银行南京分行党委书记、行长。2013年，被选为全国人大代表。